# Harry Potter a Fénixův řád
Harry Potter a Fénixův řád (anglicky Harry Potter and the Order of the Phoenix) je pátá kniha řady o Harrym Potterovi, autorkou této série je J. K. Rowlingová. Kniha byla vydána 21. června 2003 ve Velké Británii, USA, Kanadě, Austrálii a mnoha dalších zemích. Během prvního dne se ve Velké Británii a USA prodalo dohromady téměř 7 milionů kopií. Kniha má 38 kapitol a zhruba 255 000 slov. Dne 5. dubna 2006 společnost Warner Brothers oznámila film téhož názvu, který byl k vidění od 13. července 2007.

## Překlad a vydání
První oficiální překlad byl publikován ve Vietnamu dne 21. července 2003. První oficiální evropské překladové vydání bylo v Srbsku a Černé Hoře v srbštině, oficiálním vydavatelstvím Narodna Knjiga, na počátku září 2003.
V České republice skupina studentů přeložila knihu již během léta, mnohem dříve než bylo plánováno oficiální vydání. Jeden 14letý školák ji zveřejnil na svých stránkách. Tím způsobil zmatek; Albatros se rozhodl chlapce zažalovat, ale nakonec své rozhodnutí odvolal.

## Obsah
Kniha popisuje události pátého roku Harryho pobytu v Bradavicích. To jest rok po znovu nabytí sil jeho největšího nepřítele – lorda Voldemorta (Toma Rojvola Riddlea). Harryho ještě v Kvikálkově napadnou dva mozkomorové, a proto je převezen do Londýna, hlavního štábu Fénixova řádu, a později je nucen se dostavit na Ministerstvo kouzel kvůli disciplinárnímu řízení. Na něm je Harry zproštěn viny, že provedl kouzlo před mudly. Harry uspěje a bude moct dál studovat v Bradavicích. Když se Harry vrátí do Bradavic, je považován za blázna. To však není jediné co ho na škole čar a kouzel trápí. Ministr kouzel Kornelius Popletal vybral pro Bradavice vrchní vyšetřovatelkou - Dolores Umbridgovou, ta se rozhodla pro nastolení řádu na místní škole. Rychle se jí daří stát se nejméně studenty oblíbenou osobou na škole. Harryho štve styl vyučování obrany proti černé magii jenž Dolores Umbridgová praktikuje. Harry se rozhodne vzít věci do svých rukou a založí spolek Brumbálovy Armády ve které se studenti zlepšují v obraně proti černé magii. Jak však rok pokračuje, většina ostatních studentů si začíná věřit Harrymu. Někteří si myslí, že lord Voldemort se nevrátil a Harry je blázen co si vymýšlí aby byl považován za hrdinu. Jednou v noci má však vidění, kde je pan Weasley napaden hadem lorda Voldemorta, přesněji řečeno byl Harry tím hadem. Ron a jeho ostatní spolužáci ho vzbudí a zavolají profesorku McGonagallovou a ta šla s ním za Brumbálem, kde řešili, jak se to stalo. Pak se přemístili zpět do Fénixova řádu a další den šli do nemocnice Svatého Munga za panem Arturem Weaslym.
Pan Weasley je v nemocnici u svatého Munga, kde Harry později potká rodiče Nevilla. Protože měl Harry vidění, začal studovat nitrobranu pod dohledem Severuse Snapea, aby zabránil lordu Voldemortovi ve vnikání do svého vědomí. V nitrobraně však neuspěje. Tak se stane, že při zkouškách náležité kouzelnické úrovně (NKÚ) usne. A má další vidění. Toto vidění se odehrává na odboru záhad, kde lord Voldemort jakoby mučí jeho kmotra Siriuse Blacka. Harry se tam vydá spolu s několika přáteli. Tam však na ně již čekají následovníci lorda Voldemorta – Smrtijedi. Nikomu se naštěstí nic nestane, ale věštba (její záznam) se rozbije. A ta byla to jediné, co Pán zla (Voldemort) na ministerstvu chtěl. Později na Ministerstvo kouzel dorazí členové Řádu, spolu se Siriusem, kterého zabije Belatrix Lestrangeová – jeho sestřenice. Harrymu je moc líto, když umře jeho jediný příbuzný s kouzelnickou krví. Když Harrymu Brumbál později vysvětlí, co bylo v té věštbě, je konec roku a všichni studenti se vrací na prázdniny domů.